# Santa Adelaide
Santa Adelaide est une localité de Sao Tomé-et-Principe située au centre-nord de l'île de São Tomé, dans le district de Mé-Zóchi. C'est une ancienne roça.

## Population
Lors du recensement de 2012, 93 habitants y ont été dénombrés.

## Roça
Sa structure est de type roça-avenida, organisée autour d'un axe central. La sanzala (logements des travailleurs) constitue son élément le plus remarquable.